# FK Neftjanik Oefa
FK Neftjanik Oefa (Russisch: ФК Нефтяник Уфа) was een Russische voetbalclub uit Oefa.

## Geschiedenis
De club werd opgericht in 1947 en begon dat jaar in de tweede klasse van de Sovjet-Unie, waar ze laatste eindigden. Pas tien jaar later speelde de club opnieuw in de tweede klasse en werd nu voorlaatste. De club eindigde wisselend in de lagere en hogere middenmoot. In 1961 werden ze derde achter Lokomotiv Tsjeljabinsk en OeralMasj Sverdlovsk. In 1962 werden ze vierde, maar door een competitiehervorming moest de club het jaar daarna van start in de derde klasse. In 1966 keerde de club terug en streed mee voor de titel, maar werd uiteindelijk gedeeld tweede met Sjachtjor Karaganda. De volgende jaren eindigde de club in de middenmoot en nadat de tweede klasse in 1970 beperkt werd tot één reeks slaagde de club er niet meer in te promoveren. Pas in 1980 kon de club nog eens in de top tien eindigen. Midden jaren tachtig ging het steeds beter en van 1987 tot 1989 werden ze vierde. Hierna ging het weer bergaf. 
Na het uiteenvallen van de Sovjet-Unie begon de club in 1992 in de tweede klasse van Rusland en degradeerde daar meteen. Vanaf 1996 speelde de club op amateurniveau. Pas in 2002 speelde de club terug in de derde klasse. Na vier jaar middenmoot werd de club in 2006 ontbonden.

## Naamswijzigingen
- 1947–1956 Krylja Sovetov Oefa
- 1957 Neftjanik Oefa
- 1958 Devon Oefa
- 1959–1976 Stroitel Oefa
- 1977–1992 Gastello Oefa
- 1993 KDS Samraoe Oefa
- 1994 Estel Oefa
- 1995–1996 Agidel Oefa
- 1997 Stroitel Oefa
- 1998 Voschod Oefa
- 1999–2003 Stroitel Oefa
- 2004–2005 Neftjanik Oefa